# Tittarstorm

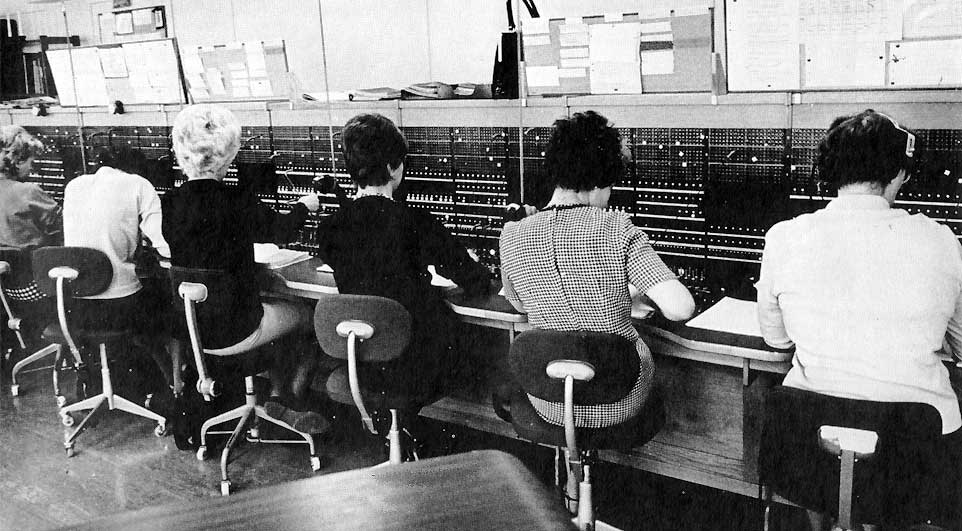
Växeln på Sveriges Radio 1963. Av Expressen döpt till Klagomuren

Lyssnarstorm eller tittarstorm kallas det när ett radio- respektive TV-program har upprört en större mängd lyssnare/tittare. Det kan vara på ett positivt sätt men det är oftast på ett negativt sätt. Exempel på negativ tittarstorm är att programmet kan innehålla rasistiska fördomar, könsord och att programminnehållet kan framkalla äcklade känslor. Program kan också skapa en tittarstorm om dess kvalité anses vara riktigt usel.
Astrid Kindstrand orsakade en lyssnarstorm 1938 som den första kvinnliga nyhetsuppläsaren från Tidningarnas Telegrambyrå i Sveriges Radio.
Den första tittarstormen i Svensk televisions historia inträffade efter att Ulf "Hajen" Hannerz i februari 1957 efter ett felaktigt domslut missat 5000-kronorsfrågan i programmet Kvitt eller Dubbelt. Domslutet rättades senare och uttrycket "slamkrypare" hade gjort entré i svenskt språkbruk.

## Exempel på TV-program som orsakat tittarstorm
- Per Oscarssons kalsongstrip i Hylands hörna
- Det finns inga smålänningar
- Håkan Bråkan
- Skäggen
- Ursäkta röran (vi bygger om)
- Rena natta